# رودريغو ريفاس غونزاليس
رودريغو ريفاس غونزاليس (بالإسبانية: Rodrigo Rivas Gonzalez) هو لاعب كرة قدم كولومبي في مركز الهجوم، ولد في 11 أبريل 1997 في Bajo Baudó ‏ في كولومبيا. لعب مع نادي رودش ‏.

## وصلات خارجية
- رودريغو ريفاس غونزاليس على موقع قاعدة بيانات كرة القدم.إي يو (الإنجليزية)
- رودريغو ريفاس غونزاليس على موقع Soccerway.com (الإنجليزية)